# Mörk bäddskål
Mörk bäddskål (Tapesia fusca) är en svampart som först beskrevs av Christiaan Hendrik Persoon, och fick sitt nu gällande namn av Karl Wilhelm Gottlieb Leopold Fuckel 1870. Tapesia fusca ingår i släktet Tapesia, ordningen disksvampar, klassen Leotiomycetes, divisionen sporsäcksvampar och riket svampar.   Inga underarter finns listade i Catalogue of Life.
I den svenska databasen Dyntaxa används istället namnet Mollisia fusca för samma taxon.  Arten är reproducerande i Sverige.